# 風のノクターン
「風のノクターン」（かぜのノクターン）は、セガサターンのゲーム『ルナ シルバースターストーリー』の挿入歌。

## 概要
作曲は岩垂徳行、作詞は溝口功。ルーナ役の氷上恭子が自ら歌っている。同ゲームの北米版では｢Wind's Nocturne (The Boat Song)｣という英語版が使われており、こちらはJennifer Stigileが歌っている。原曲と英語版では歌詞の内容に大きく違いがある。英語版はPSPのリメイク時に再録されており、同じくJennifer Stigileが歌っているがタイトルは「Nocturne of the Wind 2009」と変わっている。また、歌詞も日本語版に近いものに変更されている。

## ゲーム中での位置づけ
ゲーム中ではヒロインのルーナが、主人公のアレスやナルと共に旅立つ船上で、夜中になってマストに乗って歌う歌である。

## 収録CD
- 『ルナ〜シルバースターストーリー LUNATIC FESTA Vol.1』 TYCY-5513（1996年8月7日）
- 『ルナ・ソングス2 〜甦る大地の記憶〜』 TYCY-5538（1997年2月26日）
- 『LUNAR ハーモニーオブシルバースター リミテッドサウンドトラック』（ゲーム『LUNAR ハーモニーオブシルバースター』初回特典のサウンドトラック） - リメイク版「風のノクターン 2009」を収録。